# Manfred Vorderwülbecke
Manfred Vorderwülbecke (* 3. Januar 1940) ist ein deutscher Sportjournalist und Autor.
Vorderwülbecke war von 1950 bis 1954 Mitglied der Regensburger Domspatzen und machte sein Abitur im Jahr 1959 am Karlsgymnasium München-Pasing. Anschließend studierte er Germanistik und Sport und schloss mit dem Staatsexamen für das Lehramt an Gymnasien ab. Er ist staatlich geprüfter Skilehrer und ehemaliges Mitglied des deutschen Skilehrer-Lehrteams.
Vorderwülbecke war Sportreporter beim Bayerischen Rundfunk. Er moderierte die Fernsehreihe Tele-Ski und die Sportsendung Blickpunkt Sport. In den 1980er Jahren war er bei der ARD Sportreporter und Moderator der Sportschau. Sein Spezialgebiet war der Wintersport, insbesondere der Skilanglauf. Er schrieb mehrere Sachbücher zum Thema Skifahren, Aerobic und Bewegungsspiele für Vorschulkinder.
Seit mehreren Jahren lebt er in Südafrika. Seine Tochter Nina arbeitet in Kapstadt als Meeresbiologin.